# Amnesty International
Amnesty International (imenovana tudi AI ali Amnesty, dobesedno Mednarodna amnestija/pomilostitev) je mednarodna nevladna organizacija, ki se bori za človekove pravice. Osnova za njihovo delo so Splošna deklaracija človekovih pravic in drugi dokumenti, ki se nanašajo na varovanje človekovih pravic. Ugotavlja kršitve človekovih pravic, bori se za odpravo smrtne kazni po svetu ...
Organizacijo je v Londonu leta 1961 ustanovil angleški pravnik Peter Benenson. Leta 1977 je Amnesty International prejela Nobelovo nagrado za mir.